# Onychopsis
Onychopsis là một chi bướm đêm thuộc họ Geometridae.